# Монголия на летних Олимпийских играх 1968
Монголия принимала участие в Летних Олимпийских играх 1968 года в Мехико (Мексика) во второй раз за свою историю, и завоевала одну серебряную и три бронзовые медали. Сборную страны представляло 16 спортсменов, в том числе 4 женщины. 

## Серебро
- Борьба, мужчины — Жигжидийн Мунхбат

## Бронза
- Борьба, мужчины — Чимэдбазарын Дамдиншарав.
- Борьба, мужчины — Данзандаржаагийн Сэрээтэр.
- Борьба, мужчины — Тумурийн Артаг.